# 背徳小説
『背徳小説』（はいとくしょうせつ）は1992年と1994年と2004年に制作されたイタリアのエロス映画。

## 背徳小説

### 内容
性の欲望と退廃。父の看護人や教え子とアブノーマルな関係を続ける青年教授の姿を通し官能的エロスの世界を描く。監督は「カリギュラ」で一世を風靡したティント・ブラス。映倫R18＋指定(BD及び現行DVDも同様。LDとVHS、初期のDVDでは年齢制限の記載なし(DVDについてはAmazonや楽天などの一部の通販サイトの自主規制で年齢制限措置が行われている))。劇場公開当初は、作中の過激な性描写故にいくつかのシーンがカットされていたが、映像ソフトではノーカット版(ヘア無修正版、ただし性交シーンでは性器にモザイク修正が施されたまま)となっている。

### キャスト
- フランチェスコ・カセール
- カタリナ・ヴァシリッサ
- フランコ・ブランチャロリ

### スタッフ
- 監督：ティント・ブラス
- 脚本：ティント・ブラス
- 撮影：マッシモ・ディ・ヴェナンツォ

## 背徳小説第二章

### 内容
みだらな性の快楽に溺れてゆく人妻の日常を描くエロティック・ロマンス。ダイアナは、気品のある外見とは裏腹に、飽くなきセックスの快楽を求める淫乱な人妻だった。彼女にとっては、夫の嫉妬すら性的な刺激に結びついてしまうほど。淫らな前戯を最も好むダイアナは、男たちを集めて自分の尻をさわってくれるように頼みはじめる。監督は、「カリギュラ」で壮大なる官能とグロテスクの世界を表現したT・ブラス。映倫R18＋指定(BD及び現行DVDも同様。LDとVHS、初期のDVDでは年齢制限の記載なし(DVDについてはAmazonや楽天などの一部の通販サイトの自主規制で年齢制限措置が行われており、またレンタルビデオでは独自の自主規制でR15指定となっている))。

### キャスト
- クラウディア・コール
- フランコ・ブランチャロリ

### スタッフ
- 監督：ティント・ブラス
- 脚本：ティント・ブラス
- 撮影：シルヴァーノ・イッポリティ
- 音楽：ピノ・ドナッジオ

## 背徳小説 完熟編

### 内容
イタリアの新鋭監督セルゲイ・ド・パルマによる官能ドラマ。人妻の背徳の情事を描く。

### キャスト
- アナリサ・モンテゼモーロ
- デヴィッド・ペリー
- レスリー・テイラー

### スタッフ
- 監督：セルゲイ・ド・パルマ
- 脚本：D・サルビ
- 撮影：ジョセフ・コンティ